# Rio Cerchezoaia
O Rio Cerchezoaia é um rio da Romênia, afluente do Prut, localizado no distrito de Iaşi.